# Lijst van vliegvelden in Kroatië

Burgerluchthavens in Kroatië

Dit is een lijst van vliegvelden in Kroatië.
| LOCATIE           | ICAO              | IATA              | NAAM LUCHTHAVEN      | COÖRDINATEN       |
| Burgerluchthavens | Burgerluchthavens | Burgerluchthavens | Burgerluchthavens    | Burgerluchthavens |
| ----------------- | ----------------- | ----------------- | -------------------- | ----------------- |
| Brač              | LDSB              | BWK               | Luchthaven Brač      |                   |
| Dubrovnik         | LDDU              | DBV               | Luchthaven Dubrovnik |                   |
| Mali Lošinj       | LDLO              | LDZ               | Luchthaven Lošinj    |                   |
| Osijek            | LDOS              | OSI               | Luchthaven Osijek    |                   |
| Pula              | LDPL              | PUY               | Luchthaven Pula      |                   |
| Rijeka            | LDRI              | RJK               | Luchthaven Rijeka    |                   |
| Split             | LDSP              | SPU               | Luchthaven Split     |                   |
| Zadar             | LDZD              | ZAD               | Luchthaven Zadar     |                   |
| Zagreb            | LDZA              | ZAG               | Luchthaven Zagreb    |                   |